# 特設防空艦
特設防空艦（とくせつぼうくうかん、英: Auxiliary Anti-Aircraft Vessel, Anti-Aircraft Auxiliary、対空砲艦）は、イギリス海軍が第二次世界大戦中に運用した防空を任務とする、特設艦船である。

## 概要

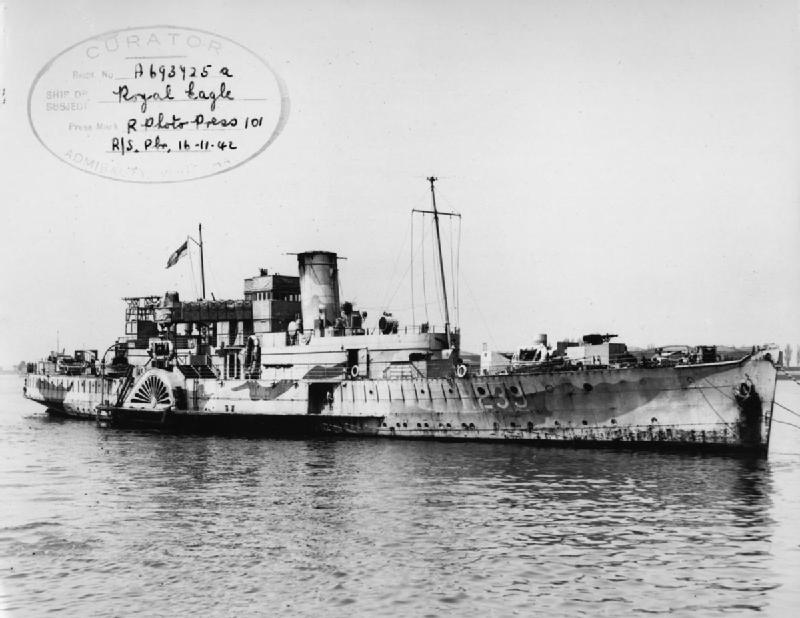
1942年に撮られたイギリス海軍の沿岸防空艦

第二次世界大戦中、イギリス海軍は正規の軍艦の不足を補うため、多くの民間船舶を特設艦船として徴用、改造し、軍艦の補助として使用した。特設防空艦はそのうちの1つで、主に輸送船団や揚陸船団の防空に用いられた。
雑多な民間船舶を徴用しているため、要目はほとんどバラバラだが、大型の外洋用（Ocean-Going）と小型の沿岸用（Coastal）の2つのタイプに分かれる。
外洋用に対する改造は大がかりなもので、すべての艦に対水上レーダー、対空レーダー、高射指揮装置が設置された。兵装は艦の大きさに応じて10.2cm連装高角砲を3基ないしは4基搭載し、このほかにポンポン砲や20mm機銃、爆雷投射機などを適宜装備した。日本陸軍の防空基幹船に比べてかなりの重武装である。高角砲の生産数や改造の規模の大きさから、外洋型にはAlynbank、Foylebank、Palomares(en)、Pozarica、Prince Robert、Springbank、Tynwald、Ulster Queenの計8隻が改造されたにとどまった。うちSpringbankは、CAMシップ類似の戦闘機カタパルト艦（Fighter Catapult Ship）に改装されている。
沿岸型は500総トン前後のものを中心に30隻ほどが徴用され、それほど本格的な改造はなされていない。高射指揮装置の搭載はなく、2ポンド砲、20mm機銃、12.7mm機銃、7.7mm機銃などが船体のスペースに応じて搭載された。また推進方法が外輪式のものが徴用されており、スクリュー船に比べ喫水が浅いため、浅海域、港湾部での護衛に特に有効だったと言われる。
なお一部の特設砲艦が特設防空警備艦（Anti-Aircraft Guardship）として、主として泊地で同様の任務に用いられている。